# Palazzo Colonna

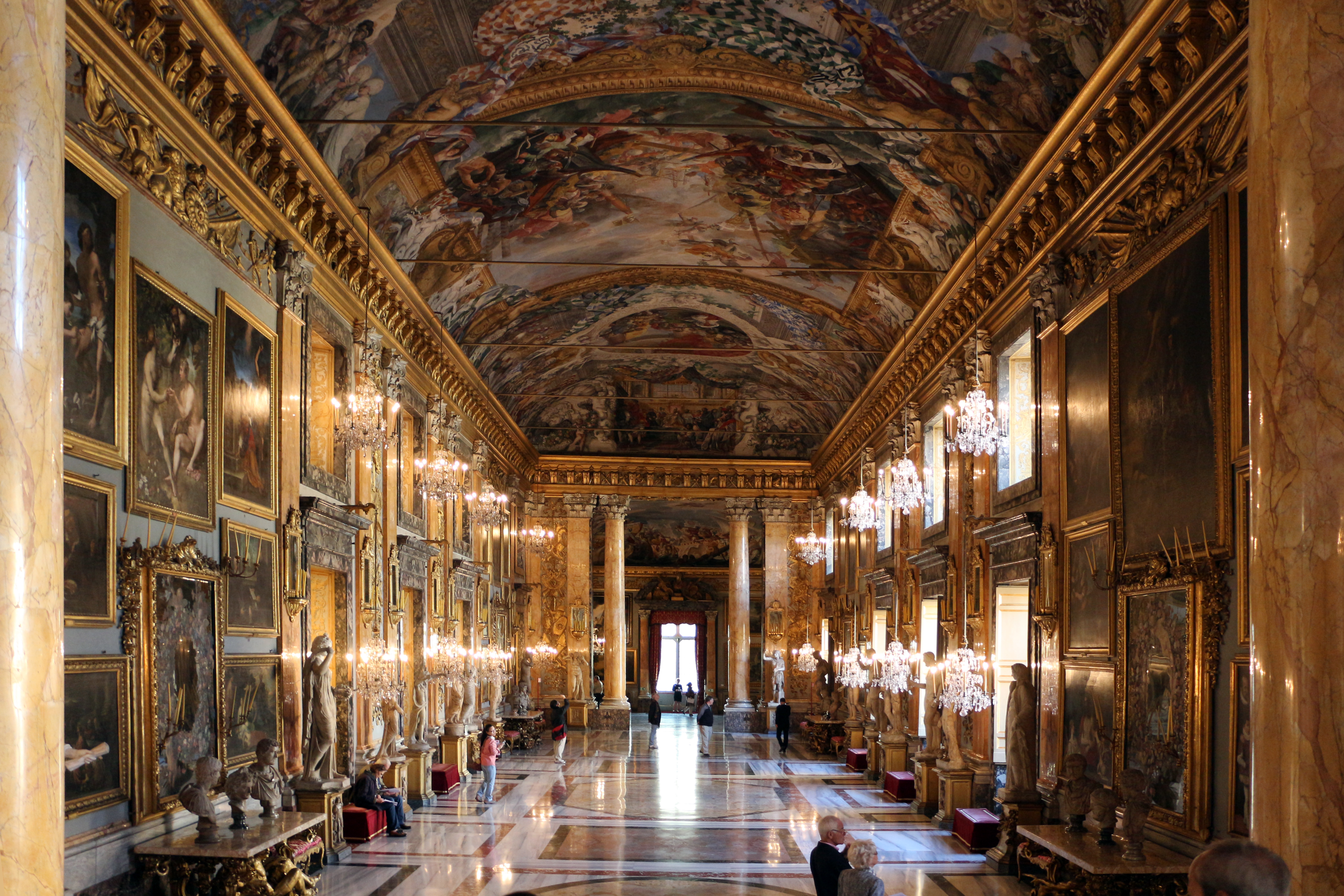
Galleria Colonna

Palazzo Colonna é um conjunto de edifícios palaciais na região central de Roma, Itália, na base do monte Quirinal e vizinho da Basílica dos Santos Doze Apóstolos, no rione Trevi. Ele foi construído sobre parte das ruínas de um antigo serapeu romano e é uma propriedade privada da prestigiosa família Colonna há mais de vinte gerações.

## História
A parte mais antiga do palácio data do século XIII e, segundo a tradição, hospedou Dante em sua visita a Roma. A primeira menção documental menciona que, na época, moravam ali os cardeais Giovanni e Giacomo Colonna. Foi ali também que viveu o cardeal Oddone Colonna, eleito depois papa como Martinho V (r. 1417–1431).
Com a morte dele, o palácio foi saqueado num dos muitos conflitos entre as famílias de Roma e a propriedade passou para a família Della Rovere. Os Colonna recuperaram o palácio quando Marcantonio I Colonna casou-se com Lucrezia Gara Franciotti Della Rovere, uma sobrinha do papa Júlio II. A aliança dos Colonna com os Habsburgos provavelmente foi o que manteve o palácio a salvo durante o saque de Roma em 1527.
Começando com Filippo Colonna (1578–1639), muitas mudanças foram realizadas e criaram um complexo unificado à volta de um jardim central. Diversos arquitetos, incluindo Girolamo Rainaldi e Paolo Marucelli, trabalharam em projetos específicos. Apenas nos séculos XVII e XVIII é que as fachadas foram completadas, uma de frente para a Piazza SS. Apostoli e a outra, para a Via della Pilotta. Muito do projeto foi completado por Antonio del Grande (incluindo a galeria principal) e Girolamo Fontana (decoração da galeria). No século XVIII, a longa fachada baixa de frente para a Piazza SS. Apostoli, projetada por Nicola Michetti com adições posteriores de Paolo Posi, com cantos mais altos foi construída lembrando estruturas mais antigas parecidas com fortificações.

## Galleria Colonna
A galeria principal, completada em 1703, e conhecida como Galleria Colonna, abriga a magnífica coleção de arte dos Colonna, adquirida depois de 1650 pelo cardeal Girolamo I Colonna e seu sobrinho, o condestável Lorenzo Onofrio Colonna e contém obras de Lorenzo Monaco, Domenico Ghirlandaio, Palma Vecchio, Salviati, Bronzino, Tintoretto, Pietro da Cortona, Annibale Carracci ("O Comedor de Feijões"), Guercino, Francesco Albani, Muziano e Guido Reni. Os afrescos no teto, de Filippo Gherardi, Giovanni Coli, Sebastiano Ricci e Giuseppe Bartolomeo Chiari, celebram o papel de Marcantonio II Colonna na Batalha de Lepanto (1571). Uma "Apoteose de Martinho V" foi pintado por Benedetto Luti. Os aposentos, decorados por afrescos, foram completados depois de 1664 por Crescenzio Onofri, Gaspard Dughet e  Pieter Mulier II (conhecido como Cavalier Tempesta). Outros aposentos foram pintados no século XVIII por Pompeo Batoni e Pietro Bianchi. 
A ala mais antiga do complexo, conhecida como "Apartamentos da Princesa Isabel", abrigavam no passado o palácio e a biblioteca de Martinho V estão decoradas com afrescos de Pinturicchio, Antonio Tempesta, Crescenzio Onofri, Giacinto Gimignani e Carlo Cesi. Nela está uma coleção de paisagens e outras telas de pintores como Gaspard Dughet, Caspar Van Wittel (Vanvitelli) e Jan Brueghel, o Velho.
Juntamente com as coleções das famílias Doria Pamphilj e Pallavacini-Rospigliosi, esta é uma das maiores coleções de arte particulares em Roma.

### Obras naGalleria Colonna

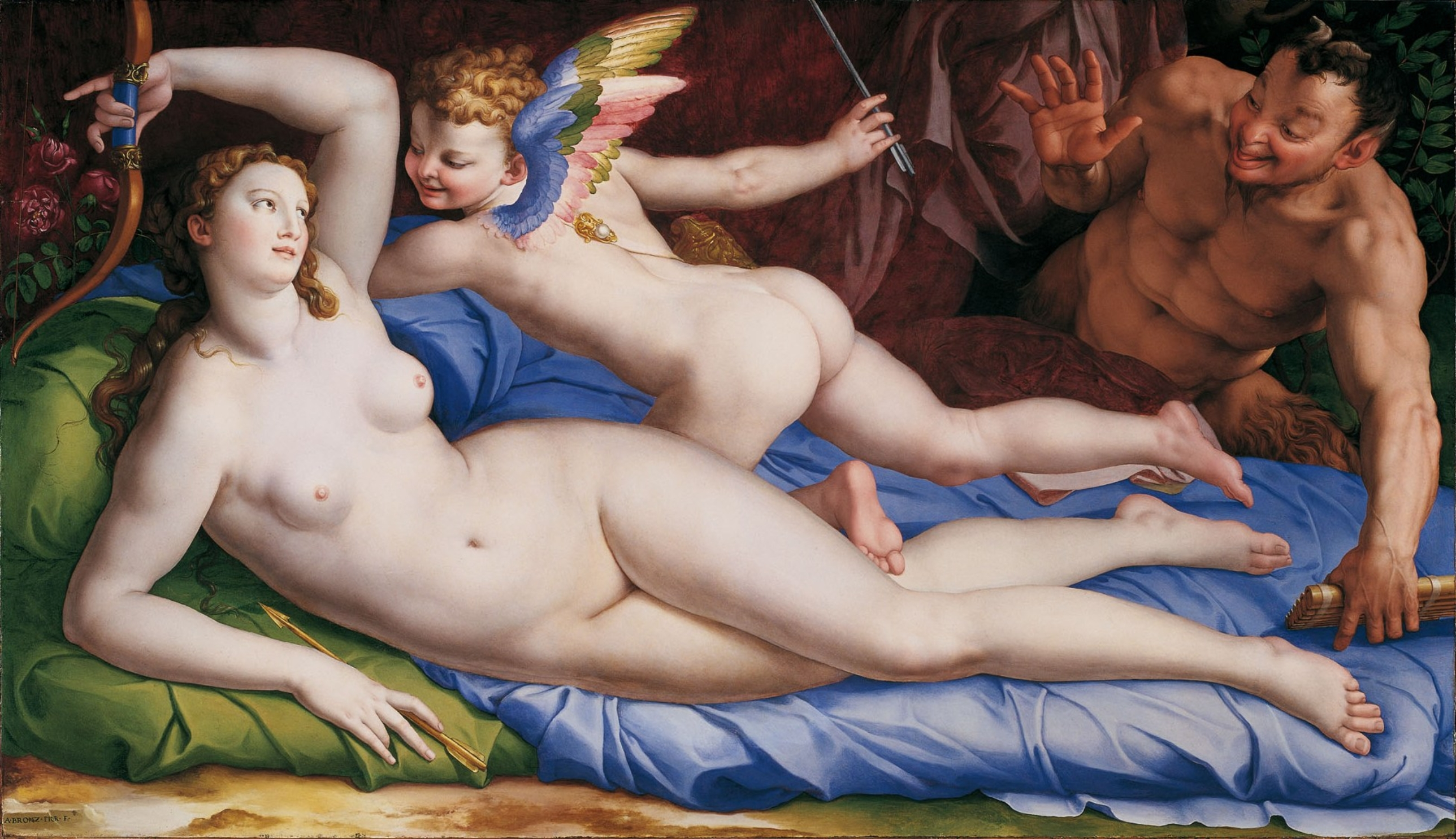
"Vênus, Cupido e Sátiro", de Bronzino.
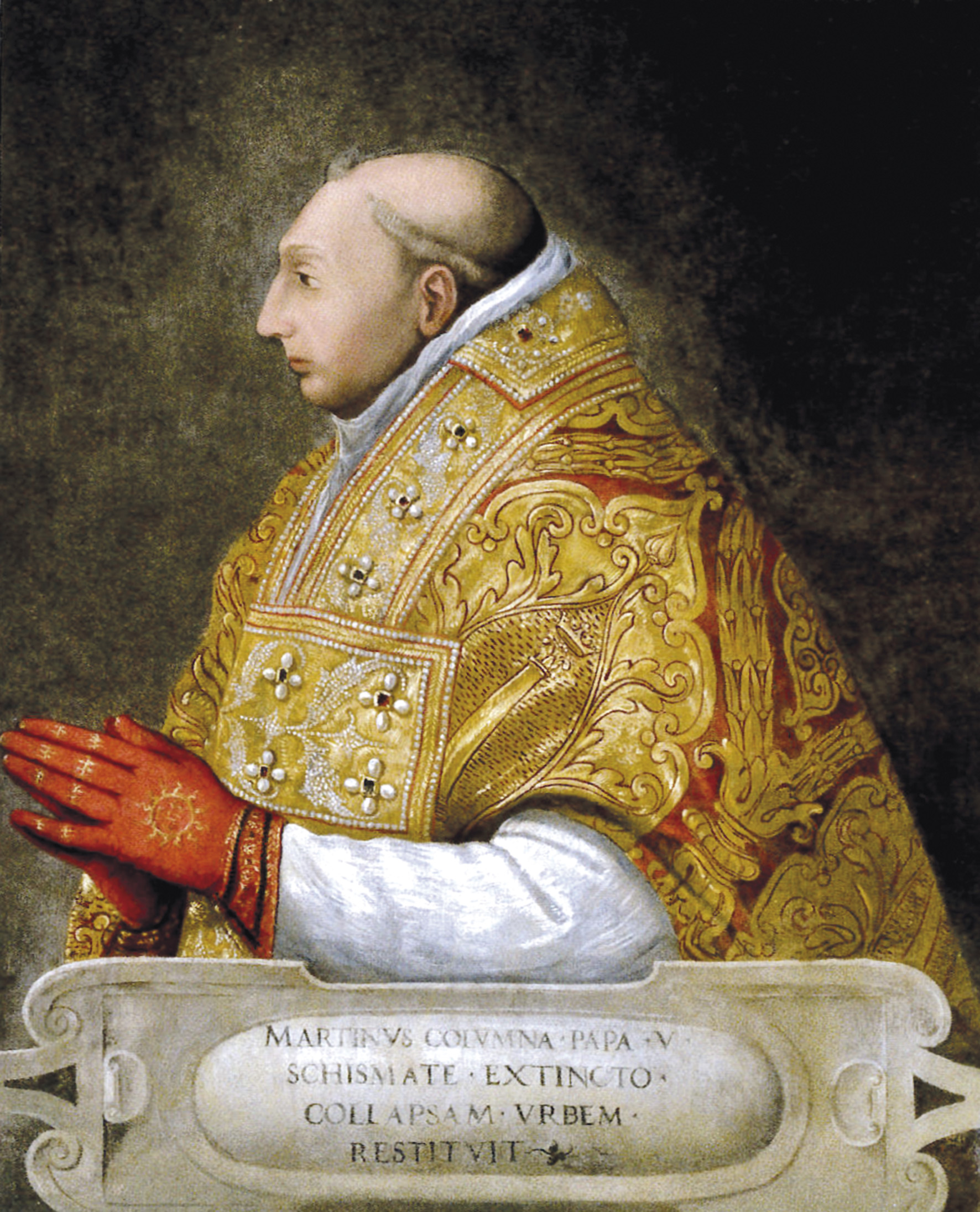
"Papa Martinho V, de Pisanello.
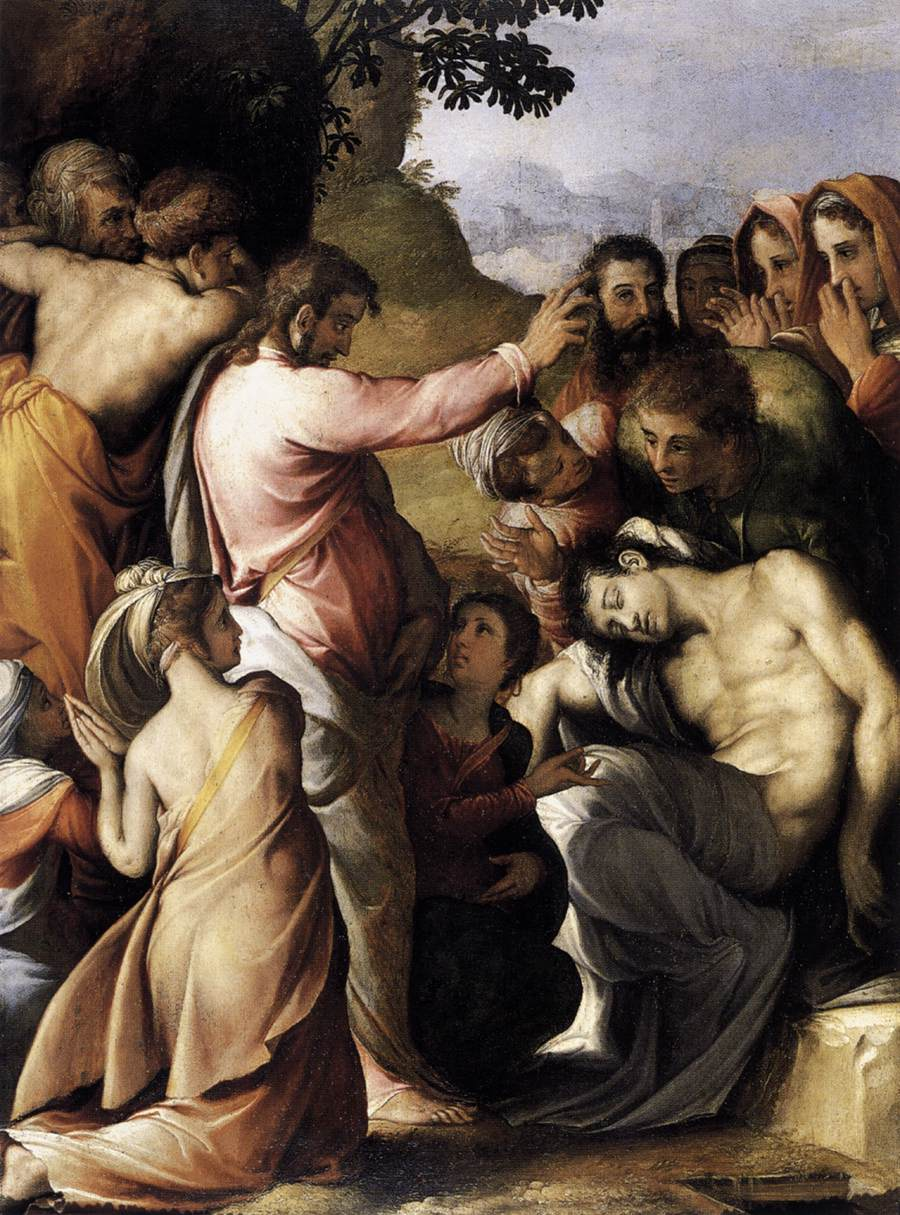
"Ressurreição de Lázaro, de Francesco Salviati.
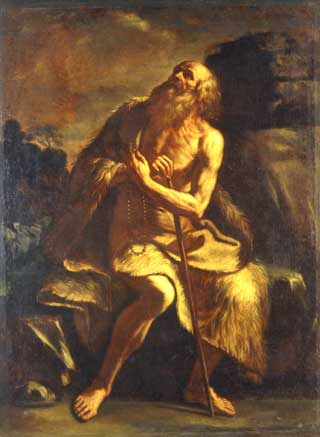
"São Paulo de Tebas", de Guercino.
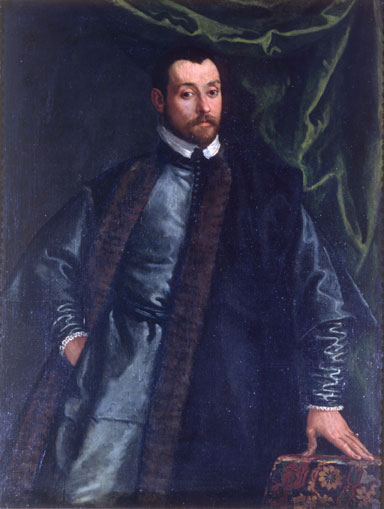
"Retrato de um Cavalheiro", de Veronese.